# Alaksandr Piatruszczyk
Alaksandr Piatruszczyk (biał. Аляксандр Пятрушчык; ur. 19 października 1990 w Lidzie) – białoruski wioślarz.

## Osiągnięcia
- Mistrzostwa Europy – Brześć 2009 – czwórka bez sternika wagi lekkiej – 10. miejsce[1].